# Heinrich Hüni-Nägeli

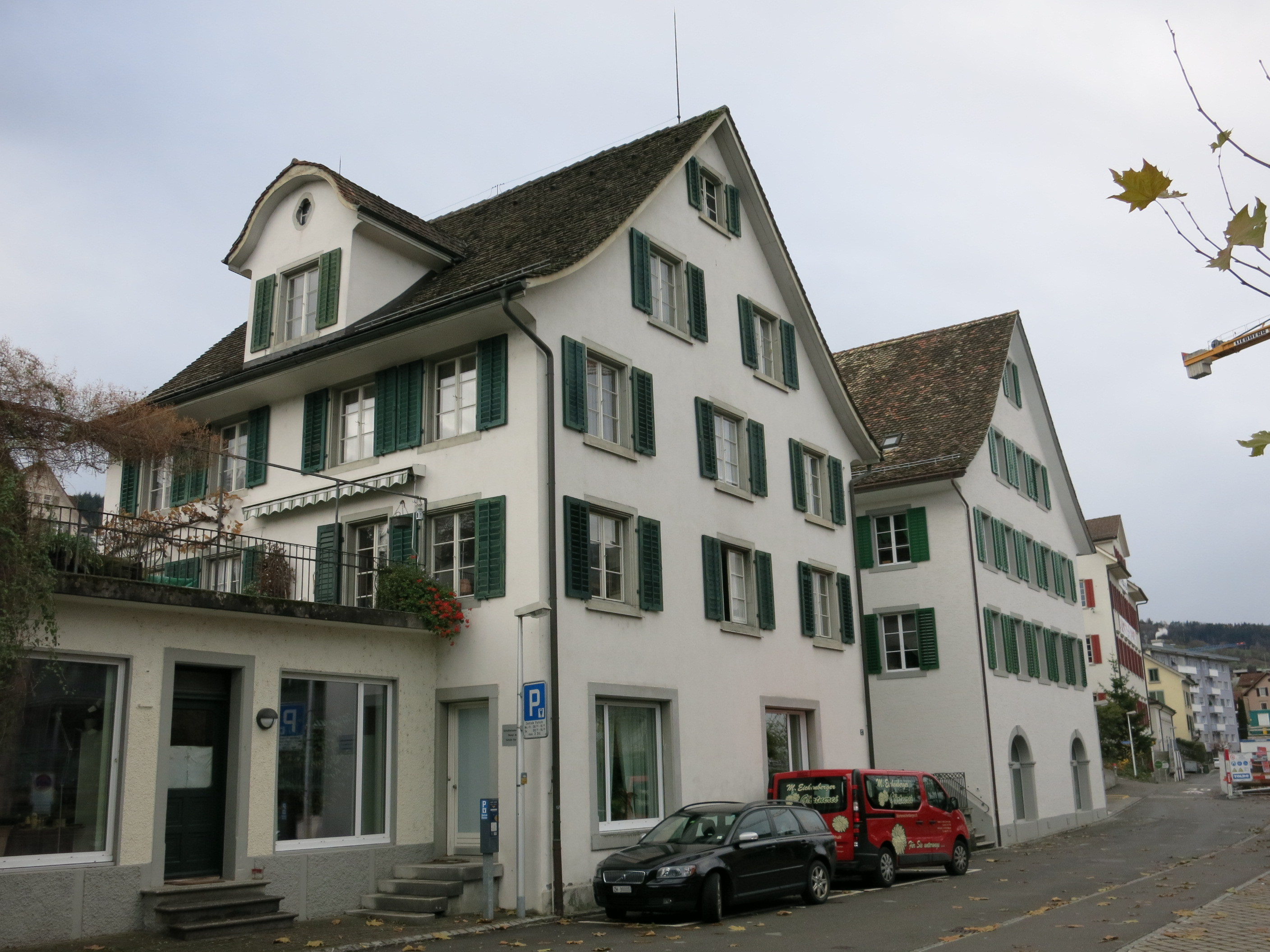
Ehemaliges Lehrinstitut Gebrüder Hüni, alte Landstrasse

Heinrich Hüni-Nägeli (* 16. März 1790 in Horgen; † 3. Dezember 1854 daselbst) war ein Schweizer Politiker, Advokat, Lehrer und Unternehmer. 

## Biografie
Hüni wuchs in Horgen auf, wo sein Vater Heinrich Wachtmeister und Geschworener war. Nach seiner Schulzeit studierte er in Heidelberg, wo er mathematisch-technische und juristische Fächer belegte. 
Mit seinem Bruder Andreas gründete er 1816 das Lehrinstitut der Gebrüder Hüni in Horgen. Er war Kantons- und Kirchenrat und von 1831 bis 1850 Regierungsrat des Kantons Zürich, davon 18 Jahre im Erziehungsrat (1831 bis 1849). 
Als Mitglied der liberalen Partei verfolgte er eine gemässigte Politik und setzte sich für die Interessen der Zürcher Landschaft ein. Er konnte nach dem Züriputsch in der Regierung verbleiben, da er im Straussenhandel gegen eine Berufung von David Friedrich Strauß an die Universität Zürich gestimmt hatte.

## Lehrinstitut der Gebrüder Hüni
Das 1816 an der alten Landstrasse 27/29 (Nr. 29 ab 1897 «Velo Fässler») in Horgen eröffnete Institut war eine Privatschule zur Vorbereitung auf die Handelsberufe und die höheren Lehranstalten. Die Ausbildung dauerte zwei bis drei Jahre. Von 1816 bis 1830 hatten 244 Schüler aus allen Sprachregionen der Schweiz und dem Ausland die Ausbildung absolviert, darunter 47 Horgner. 
Insgesamt waren es 156 Deutschschweizer; 68 Französischsprachige (Schweiz und Ausland); 20 Italienischsprachige (Schweiz und Ausland). 
Das Institut wurde von einer Kommission des Zürcher Erziehungsrates besucht, die einen sehr günstigen Eindruck hatte und die Schüler als musterhaft fleissig beurteilte. Es wurde 1866 von den Nachfahren der Gründer aufgegeben und in den Thurgau verlegt. Die Privatschulen jener Zeit waren für die Wirtschaft und Industrialisierung der Schweiz eine wichtige Voraussetzung, da es damals weder öffentliche Sekundarschulen noch eine Kantonsschule gab.
Ehemalige Schüler wurden Schweizer Wirtschaftspioniere:
- Johannes Ryf
- Heinrich Schmid
- Salomon Volkart
- Johann Stapfer
- Heinrich Hüni-Stettler.